# Карловиц, Адольф фон
Ганс Карл Адольф фон Карловиц (нем. Adolph von Carlowitz; 25 марта 1858, Риза, Королевство Саксония, Германский союз — 9 июля 1928, Харта, Саксония, Веймарская республика) — немецкий государственный и военный деятель, военный министр Саксонии (май 1914 — октябрь 1915), генерал от инфантерии.

## Биография
Представитель старинного дворянского рода Карловиц. После получения аттестата зрелости, изучал право в Лейпцигском университете, но через пару лет выбрал военную карьеру, вступил в Саксонскую армию, прослужив год добровольцем в 8-м пехотном полку в Лейпциге.
С 1885 по 1888 год обучался в прусской военной академии в Берлине, затем служил в Генеральном штабе саксонской армии на уровне дивизии и корпуса. Несколько лет служил в Генеральном штабе Пруссии в Берлине. В мае 1914 года сменил М. фон Хаузена на посту военного министра Саксонии, незадолго до начала Первой мировой войны в 1913 году стал генерал-лейтенантом.
Летом 1915 года направлен на Восточный фронт в качестве командира III Резервного корпуса, сыгравшего важную роль во время Весеннего наступления русской армии 1916 года. Летом 1917 года фон Карловиц был назначен командующим XIX Армейского корпуса на Западном фронте, этот корпус был известен как «Gruppe Aubers» во время успешного наступления на Арментьер в апреле 1918 года.
С августа по 18 сентября 1918 года — командующий 9-й армией Германской империи, в сентябре — ноябре 1918 года — командующий 2-й армией Германской империи.
После окончания войны уволился из армии 14 января 1919 года. Похоронен на военном Северном кладбище в Дрездене.